# Steve Benjamin
Steve Benjamin   (Glen Cove, 29 de setembre de 1955) és un regatista estatunidenc, ja retirat, que va competir durant les dècades de 1970 i 1980.
El 1984 va prendre part en els Jocs Olímpics d'Estiu de Los Angeles, on va guanyar la medalla de plata en la categoria classe 470 del programa de vela. Va compartir vaixell amb Hans Steinfeld. En el seu palmarès també destaquen una medalla d'or, dues de plata i una de bronze al Campionat del món de vela.